# 古谷野とも子
古谷野とも子（こやの ともこ、1957年1月19日 - ）は、1970年代に活動した女性シンガーソングライター。本名、伊勢 知子（いせ ともこ、旧姓・古谷野）。

## 経歴
1974年の第11回日本シャンソン・コンクールで自作曲「雨」で優勝し、プロデビュー。さわやかで可憐な歌声を持つ。

## 人物
夫はミュージシャンの伊勢正三（後に離婚）、娘のMICHIKA（伊勢未知花）は女優・歌手としても活動している。
1979年3月に結婚後、「こもとせい」（本名の逆読み）という芸名で作曲家としても活動した。

## ディスコグラフィ
※　すべてキングレコードより発売

### シングル
| 発売日        | 規格品番 | 面 | タイトル                   | 作詞         | 作曲         | 編曲       |
| ------------- | -------- | -- | -------------------------- | ------------ | ------------ | ---------- |
| 1974年11月    | BS-1893  | A  | 雨                         | 古谷野とも子 | 古谷野とも子 | 深町純     |
| 1974年11月    | BS-1893  | B  | 私からのお願い             | 古谷野とも子 | 古谷野とも子 | 深町純     |
| 1975年4月25日 | BS-1925  | A  | しあわせ                   | 古谷野とも子 | 古谷野とも子 | 瀬尾一三   |
| 1975年4月25日 | BS-1925  | B  | よみがえる思い出           | 古谷野とも子 | 古谷野とも子 | 乾裕樹     |
| 1975年        | BS-1965  | A  | 海の悲歌（エレジー）       | 万里村ゆき子 | 坂田晃一     | 坂田晃一   |
| 1975年        | BS-1965  | B  | 愛はゆれている             | 万里村ゆき子 | 坂田晃一     | 羽田健太郎 |
| 1975年12月    | BS-8011  | A  | 一通の手紙                 | 古谷野とも子 | 古谷野とも子 | 青木望     |
| 1975年12月    | BS-8011  | B  | 東京暮らし                 | 古谷野とも子 | 古谷野とも子 |            |
| 1976年        | BS-2001  | A  | 風は東から                 | 楠田芳子     | 深町純       | 深町純     |
| 1976年        | BS-2001  | B  | わらべ唄                   | 深町純       | 深町純       | 深町純     |
| 1976年        | GK-8009  | A  | ひとりの季節               | 白石ありす   | 古谷野とも子 | 石川鷹彦   |
| 1976年        | GK-8009  | B  | 今をみつめて               | 古谷野とも子 | 古谷野とも子 | EDISON     |
| 1978年5月     | GK-8048  | A  | 寄りそい慣れた腕の中で     | 古谷野とも子 | 古谷野とも子 | 鈴木茂     |
| 1978年5月     | GK-8048  | B  | Junction（ジャンクション） | 古谷野とも子 | 古谷野とも子 | 鈴木茂     |
| 1979年        | GK-8072  | A  | うぬぼれないで             | 古谷野とも子 | 古谷野とも子 | 鈴木茂     |
| 1979年        | GK-8072  | B  | 腕まくら冷えた肩           | 古谷野とも子 | 古谷野とも子 | 鈴木茂     |

### アルバム
| 発売日         | 規格     | 規格品番  | アルバム | 備考                         |
| -------------- | -------- | --------- | --- | ---------------------------- |
| 1975年10月21日 | LP       | SKD-1030  | メモリー Side:A 1. 孤独の旅 2. 二人の愛 3. 朝焼けの街 4. 雨 5. ホーム・シック 6. あなたと逢いたい Side:B 1. 一通の手紙 2. 私からのお願い 3. 今はさよなら 4. 遠くに居る恋人へ 5. よみがえる想い出 |                              |
| 1975年10月21日 | カセット | A-125     | メモリー Side:A 1. 孤独の旅 2. 二人の愛 3. 朝焼けの街 4. 雨 5. ホーム・シック 6. あなたと逢いたい Side:B 1. 一通の手紙 2. 私からのお願い 3. 今はさよなら 4. 遠くに居る恋人へ 5. よみがえる想い出 |                              |
| 1978年3月5日   | LP       | SKA-1026  | メモリー Side:A 1. 孤独の旅 2. 二人の愛 3. 朝焼けの街 4. 雨 5. ホーム・シック 6. あなたと逢いたい Side:B 1. 一通の手紙 2. 私からのお願い 3. 今はさよなら 4. 遠くに居る恋人へ 5. よみがえる想い出 |                              |
| 1994年6月22日  | CD       | KICS-8039 | メモリー Side:A 1. 孤独の旅 2. 二人の愛 3. 朝焼けの街 4. 雨 5. ホーム・シック 6. あなたと逢いたい Side:B 1. 一通の手紙 2. 私からのお願い 3. 今はさよなら 4. 遠くに居る恋人へ 5. よみがえる想い出 |                              |
| 1976年         | LP       | SKD-1040  | 青春の片隅で Side:A 1. ひとりの季節 2. すれちがい 3. 照れかくしの愛の唄 4. 引越し 5. 青春の片隅で 6. あなたとならうまくやっていけそうな気がして Side:B 1. そんなものです 2. もうそろそろ 3. あの日の二人 4. 傷心旅行 5. 今を見つめて                                                                           |                              |
| 1976年         | カセット | A-159     | 青春の片隅で Side:A 1. ひとりの季節 2. すれちがい 3. 照れかくしの愛の唄 4. 引越し 5. 青春の片隅で 6. あなたとならうまくやっていけそうな気がして Side:B 1. そんなものです 2. もうそろそろ 3. あの日の二人 4. 傷心旅行 5. 今を見つめて                                                                           |                              |
| 1978年3月5日   | LP       | SKA-1027  | 青春の片隅で Side:A 1. ひとりの季節 2. すれちがい 3. 照れかくしの愛の唄 4. 引越し 5. 青春の片隅で 6. あなたとならうまくやっていけそうな気がして Side:B 1. そんなものです 2. もうそろそろ 3. あの日の二人 4. 傷心旅行 5. 今を見つめて                                                                           |                              |
| 1978年         | LP       | SKS-1005  | NEUTRAL TINTS（ニュートラル・ティンツ） サウンドプロデュース：鈴木茂 Side:A 1. 幸せもどき 2. Junction (ジャンクション) 3. もう一度乾杯 4. 波打際で 5. 振り向いて夏の空 6. クリスタル・アヴェニュー Side:B 1. Parody (パロディ) 2. 弱気な日めくり 3. 陽だまりゲーム 4. 寄りそい慣れた腕の中で 5. 光のソファーで |                              |
| 2014年8月27日  | CD       | KICS-3090 | NEUTRAL TINTS（ニュートラル・ティンツ） サウンドプロデュース：鈴木茂 Side:A 1. 幸せもどき 2. Junction (ジャンクション) 3. もう一度乾杯 4. 波打際で 5. 振り向いて夏の空 6. クリスタル・アヴェニュー Side:B 1. Parody (パロディ) 2. 弱気な日めくり 3. 陽だまりゲーム 4. 寄りそい慣れた腕の中で 5. 光のソファーで | 2014年デジタル・リマスター盤 |
| 1979年         | LP       | SKS-1025  | From Inside（フロム・インサイド） サウンドプロデュース：鈴木茂 Side:A 1. 今日も来たわ 2. あんな男性のどこが～ 3. 何かしら胸さわぎ 4. 過ぎたこと～ 5. 引き潮 Side:B 1. Air Pocket 2. 煌めきの中で 3. Good Morning 4. 腕まくら冷えた肩 5. うぬぼれないで                                                         |                              |
| 2014年8月27日  | CD       | KICS-3091 | From Inside（フロム・インサイド） サウンドプロデュース：鈴木茂 Side:A 1. 今日も来たわ 2. あんな男性のどこが～ 3. 何かしら胸さわぎ 4. 過ぎたこと～ 5. 引き潮 Side:B 1. Air Pocket 2. 煌めきの中で 3. Good Morning 4. 腕まくら冷えた肩 5. うぬぼれないで                                                         | 2014年デジタル・リマスター盤 |